# Odontophora bermudensis
Odontophora bermudensis is een rondwormensoort uit de familie van de Axonolaimidae. De wetenschappelijke naam van de soort is voor het eerst geldig gepubliceerd in 1976 door Jensen & Gerlach.